# Cidariophanes oppositata
Cidariophanes oppositata är en fjärilsart som beskrevs av W. Warren 1904. Cidariophanes oppositata ingår i släktet Cidariophanes och familjen mätare. Inga underarter finns listade i Catalogue of Life.